# Jagner
Jagner is een nagar panchayat (plaats) in het district Agra van de Indiase staat Uttar Pradesh. 

## Demografie
Volgens de Indiase volkstelling van 2001 wonen er 9.683 mensen in Jagner, waarvan 54% mannelijk en 46% vrouwelijk is. De plaats heeft een alfabetiseringsgraad van 52%. 